# Palazzo Cellammare

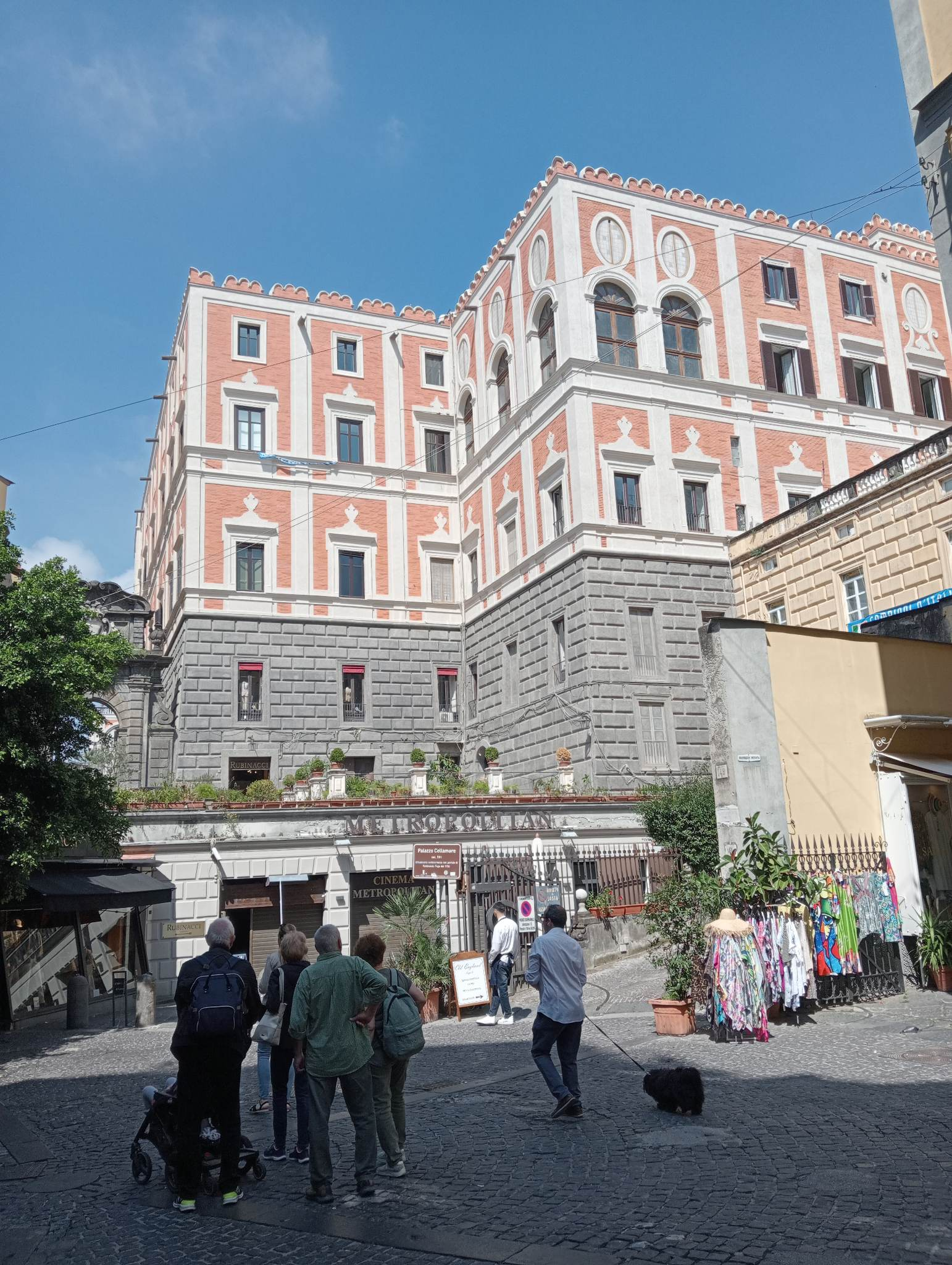
Palazzo Cellammare in Neapel, Hauptfassade zur Via Chiaia nach Abschluss der Renovierungsarbeiten 2023

Der Palazzo Cellammare (oder Palazzo Cellamare), auch Palazzo Francavilla genannt, ist ein Palast aus dem 18. Jahrhundert im Viertel San Ferdinando von Neapel in der italienischen Region Kampanien. Er liegt in der Via Chiaia, 149E.

## Geschichte

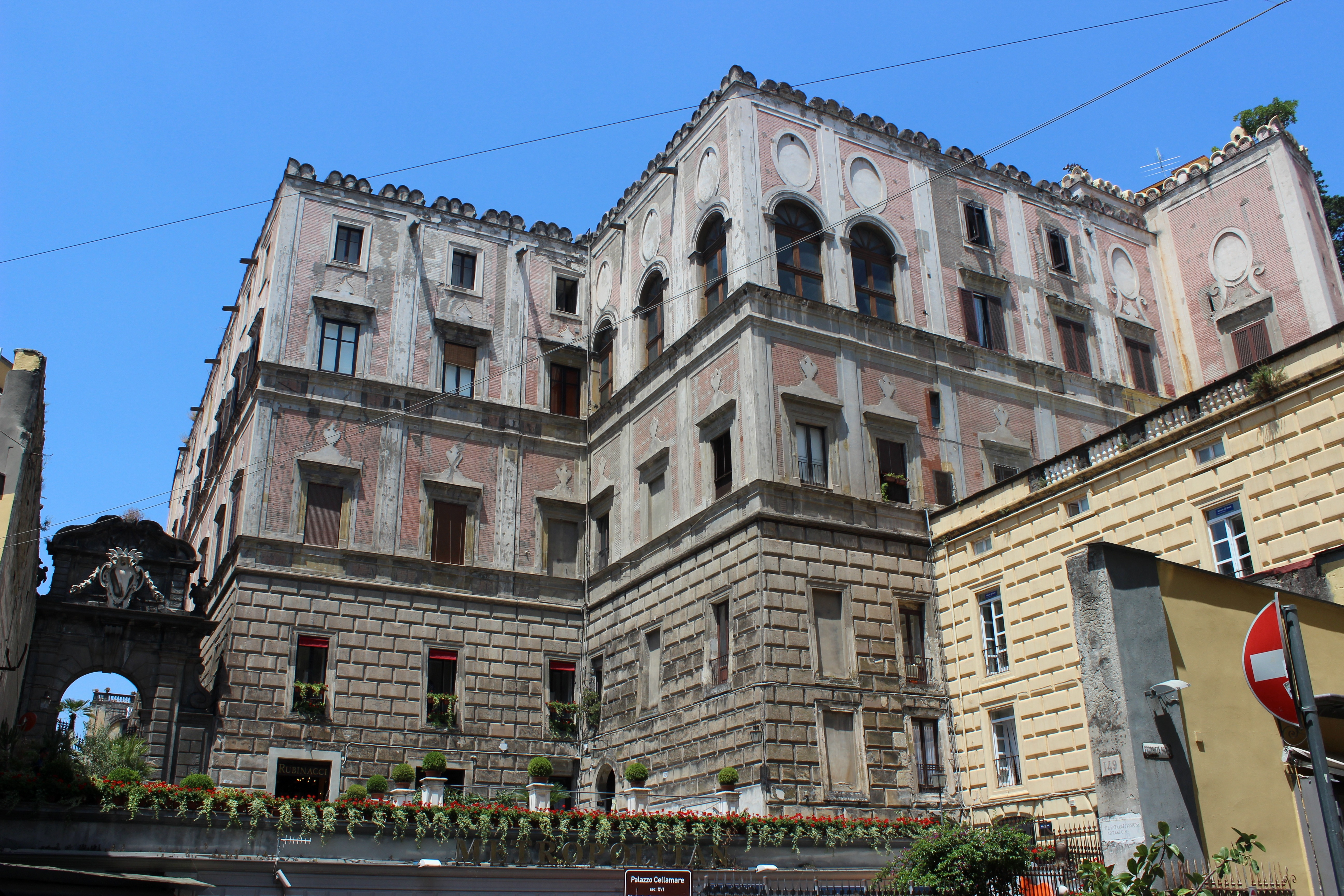
Die gesamte Fassade des Palastes zur Via Chiaia vor der Restaurierung

Den Palast ließ der Abt von Sant’Angelo di Atella, Giovanni Francesco Carafa, im ersten Jahrzehnt des 16. Jahrhunderts errichten. Nachfolger wurde 1531 sein Neffe, Luigi Carafa della Stadera, Prinz von Stigliano, der Ferdinando Manlio mit der Restaurierung des kompletten Gebäudes nach dem ganz typischen Geschmack des 16. Jahrhunderts beauftragte.
Im 17. Jahrhundert wurde der Palast bei der Rivolte von Masaniello angegriffen und diente während der Pestepidemie von 1656 als Lazarett. 1689, nach dem Tod des letzten Prinzen von Stigliano, Nicola Maria de Guzmàn Carafa (1638–1689), ging das Anwesen in Staatsbesitz über.
Im 18. Jahrhundert kaufte Herzog Antonio del Giudice aus Genua, Prinz von Cellamare und Herzog von Giovinazzo, den Palast. Später wohnte dort der Prinz von Francavilla, Michele Imperiali, der große Feste und Empfänge im Palast abhielt, ebenso wie in seinem Jagdschloss in der Via Chiatamone, wie Benedetto Croce es beschreibt:

“(...) Questo nobile e ricchissimo signore, feudatario nel Regno e fuori Regno, decorato dei maggiori titoli e uffici, magnifico e generoso, divenne il centro dell'alta Società napoletana“
(dt.: (...) Dieser edle und sehr reiche Herr, Lehensherr des Königreiches und außerhalb des Königreiches, dekoriert mit großen Titeln und Ämtern, großartig und spendabel, wurde zum Zentrum der feinen Gesellschaft Neapels.)

In diesen Jahren wurde der Palast zum Empfangszentrum auch für bedeutende Persönlichkeiten des italienischen Adels. Diesbezüglich wurden im Laufe der zweiten Hälfte des 17. Jahrhunderts von Francesco Antonio Picchiatti bedeutende Modernisierungsarbeiten in den Innenräumen durchgeführt. Diese Arbeiten betrafen sowohl das Innere als auch das Äußere des Herrenhauses, wo zwei Gärten angelegt wurden.
Zu Beginn des 19. Jahrhunderts diente der Palast zur Aufbewahrung eines Teils der Bourbonischen Sammlung, die aus den Werken bestand, die König Ferdinand IV. vorher mit nach Palermo genommen hatte, um sie vor der Enteignung während der Ankunft der Franzosen 1799 zu schützen, und aus Werken, die sein Emissär Domenico Venuti in seinem Auftrag auf dem Markt der römischen Antiquitäten kaufte, ob gestohlen oder neu. Im Laufe dieses Jahrhunderts beschränkten mit der starken Urbanisierung der Gegend, in der der Palast steht, einige Arbeiten das Panorama desselben in großem Maße.
Im September 2021 begannen Restaurierungsarbeiten an allen Außen- und Innenfassaden des Palastes; sie wurden im Frühjahr 2023 abgeschlossen.

## Beschreibung und Kunst

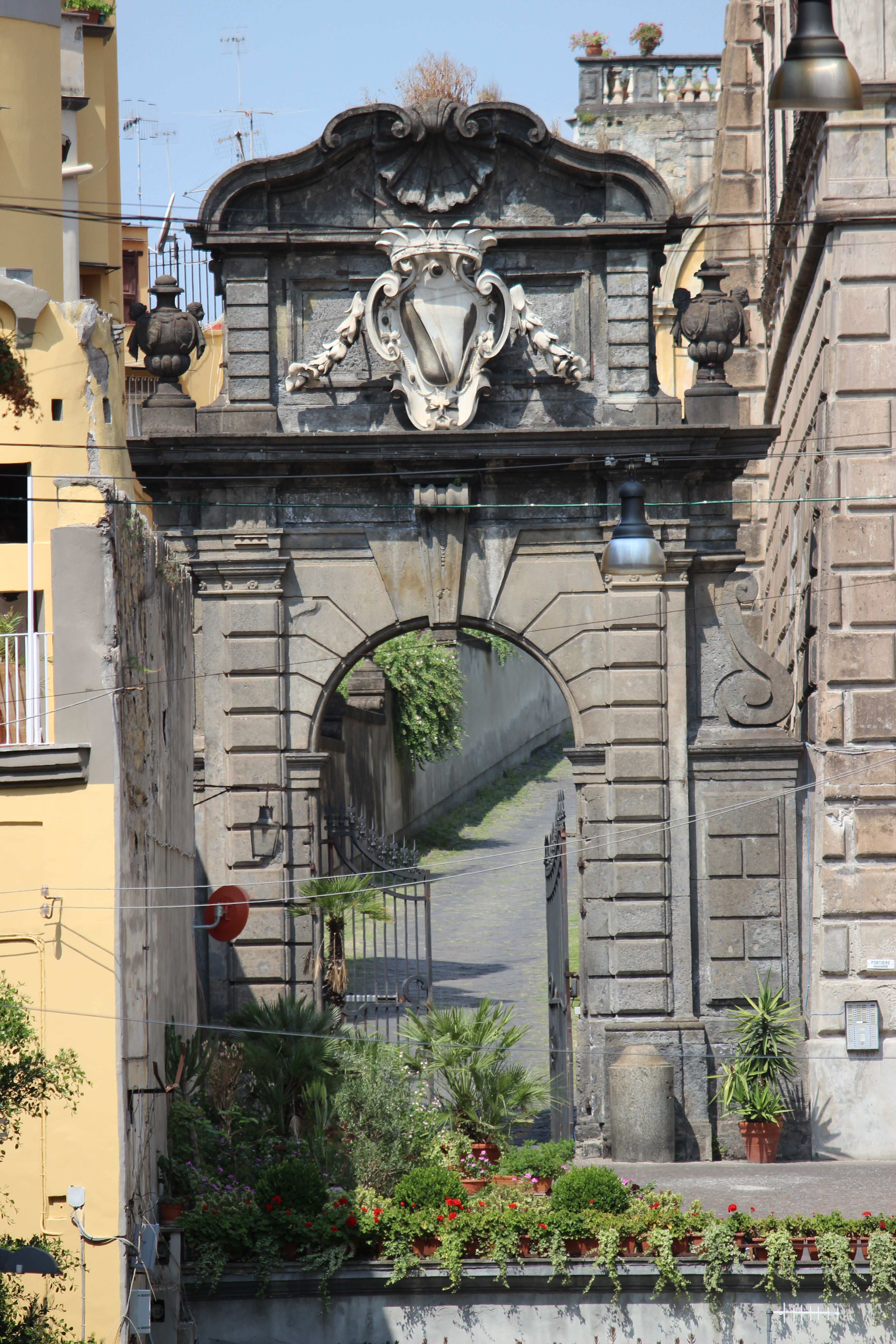
Das monumentale Portal von Ferdinando Fuga

Von der Via Chiaia aus erscheint das Gebäude als befestigter Palast mit angeschrägtem Mezzanin mit glattem Bossenwerk; das Eingangsportal besteht aus einem Bogen aus Piperno im Barockstil, während die Fassade zur Via Fiangieri als Ansicht eines Adelspalastes des 18. Jahrhunderts konzipiert ist. Im Laufe der Jahre haben viele Hände dazu beigetragen, dem Palast sein heutiges Aussehen zu verleihen.
Zwischen 1668 und 1670 veranlasste der Architekt Francesco Antonio Picchiatti, der dort schon 1651 beim Aufbau der Monumentaltreppe gearbeitet hatte, einige Arbeiten in den Innenräumen. Die Treppe wurde später abgerissen und durch eine andere von Giovan Battista Manni ersetzt.
Von Ferdinando Sanfelice dagegen ist das Portal mit gebrochenen Linien im Inneren des Gebäudes (das zur Treppe führt); von bemerkenswerter Schönheit ist die Kapelle der Vergine del Carmelo, die Giovan Battista Nauclerio 1727 schuf, und an deren Altar es ein Gemälde von Agostino Masucci gibt.
Ferdinando Fuga, der bereits 1726 gerufen worden war, um die Verschönerungsarbeiten am Gebäude auszuführen, führte dagegen das Eingangsportal zum Hof aus, das klar barocke Züge zeigt.
Der Palast verfügt auf der Rückseite auch über einen weitläufigen Garten, den es dort seit Mitte des 16. Jahrhunderts gibt; zuerst wurde im Laufe der Jahrhunderte seine Grünfläche vergrößert, was Michele Imperiali durchführen ließ, und dann wurde sie wieder verkleinert, als sich die Verstädterung dieser Gegend im Laufe des 19. Jahrhunderts intensivierte; es wurden zwei der drei Gärten entfernt, die das Gebäude kennzeichneten. In der Mitte des verbleibenden Gartens finden sich einige Fragmente eines Brunnens, den Giovanni da Nola schuf.
Wenn man die Innenräume betrachtet, sind Wohnungen erwähnenswert: Die des Kardinals Giudice Caracciolo aus der ersten Hälfte des 19. Jahrhunderts, die eine Reihe von Räumen mit Gewölbedecken hat, die mit Fresken aus der ersten Hälfte des 18. Jahrhunderts verziert sind; und die, die erst von Prinz Michele Imperiali und später von der Königin Maria Karolina bewohnt wurde; sie hat eine Folge von vier großen Salons, deren Decken mit Fresken verziert sind, eine pro Salon; die Fresken stammen von Pietro Bardellino, Giacinto Diano, Fedele und Alessandro Fischetti.
1948 wurde in einigen Tuffhöhlen unter dem Palast (die früher durch den Abbau des Materials zum Bau des Palastes entstanden waren) das Kino Metropolitan unter Projektierung durch die Architektin Stefania Filo Speziale eröffnet. Das Kino, das als größtes der Stadt (etwa 3000 Sitzplätze) bekannt war, wurde in den 2000er-Jahren nach langer Schließung und Ausführung spezieller Umbauarbeiten wiedereröffnet.

## Illuste Gäste
In dem Palast waren verschiedene illustre Persönlichkeiten von internationalem Ruf zu Gast. Darunter kennt man Giacomo Casanova (der ihn in seinem Buch Memorie erwähnt), Angelika Kauffmann, Jakob Philipp Hackert, Johann Wolfgang von Goethe (im Jahre 1787), Torquato Tasso und Michelangelo Merisi da Caravaggio, für den der Palast tatsächlich seine letzte Wohnung war.
Im 20. Jahrhundert lebte dort der große Mathematiker Renato Caccioppoli, der sich dort 1959 selbst das Leben nahm. Dort verbrachte auch der französische Mathematiker ‚‚Claude Viterbo‘‘ seine ersten Jahre.